# Metropolia krymska
Metropolia krymska – jedna z metropolii Rosyjskiego Kościoła Prawosławnego. W jej skład wchodzą trzy eparchie: symferopolska i krymska, dżankojska i teodozyjska.
Erygowana przez Święty Synod Rosyjskiego Kościoła Prawosławnego w czerwcu 2022. Jej pierwszym ordynariuszem został metropolita symferopolski i krymski Łazarz (Szweć).